# Nathaniel M. Haskell
Nathaniel Merwin Haskell, född 27 september 1912 i Pittsfield, Maine, död 8 februari 1983 i Portland, Maine, var en amerikansk republikansk politiker. Han innehade  guvernörsämbetet i Maine i 25 timmar i januari 1953.
Haskell studerade juridik och inledde 1934 sin karriär som advokat i Portland. Han gjorde en lång karriär inom delstatspolitiken i Maine; i delstatens representanthus avancerade han till talman och det samma skedde därefter även i delstatens senat.
Guvernör Frederick G. Payne avgick i december 1952 för att förbereda sig inför sitt tillträde som ledamot av USA:s senat och efterträddes av Burton M. Cross som vid den tidpunkten var talman i Maines senat. Haskell tillträdde den 6 januari 1953 som ny talman i Maines senat och fick i den egenskapen inneha även guvernörsämbetet i 25 timmar. Cross, som hade vunnit guvernörsvalet, tillträdde sedan den 7 januari som guvernör helt i enlighet med den ursprungliga tidtabellen.